# Amt Neukloster (Schweden)
Das Amt Neukloster entstand infolge des Dreißigjährigen Krieges und war wie die Hansestadt Wismar im Jahr 1648 mit der Insel Poel von Mecklenburg an das Königreich Schweden gelangt. Es befand sich in der Umgebung der Stadt Neukloster mit Sitz in der Stadt. Am 26. Juni 1803 gelangte es durch den Malmöer Pfandvertrag zunächst auf 99 Jahre als Pfand und erst hundert Jahre später am 20. Juni 1903 zum Herzogtum Mecklenburg. In einem weiteren Vertrag zwischen Mecklenburg und Schweden wurde das Amt Neukloster und Wismar mit der Insel Poel nach einer entsprechenden Verzichtserklärung Schwedens auf bestehende weitergehende vertragliche Rechte wieder mecklenburgisch. Im September 1903 nahm Großherzog Friedrich Franz IV. zu Mecklenburg mit großen Feierlichkeiten in Wismar die Stadt wieder für Mecklenburg ein.

## Einzelbelege
1. ↑  Friedrich Schlie (1898), S. 24, Fußnote 1.